# دانييلا أوهاد سميث
دانييلا أوهاد سميث (بالإنجليزية: Daniella Ohad Smith)‏ هي مؤرخة الفن ومؤرخة أمريكية، ولدت في 1961.

## وصلات خارجية
- الموقع الرسمي